# Костюхін Костянтин Сергійович
Костянтин Сергійович Костюхін (рос. Константин Сергеевич Костюхин; 18 березня 1985, м. Москва, СРСР) — російський хокеїст, правий захисник.
Вихованець хокейної школи «Витязь» (Подольськ). Виступав за команди: «Витязь-2» (Подольськ), «Витязь» (Подольськ), «Мечел» (Челябінськ), «Титан» (Клин), «Капітан» (Ступіно), ХК «Дмитров», «Автомобіліст» (Єкатеринбург), «Хімволокно» (Могильов), «Нафтовик» (Альметьєвськ).